# أوتو فرايز
أوتو فرايز (بالإنجليزية: Otto Fries)‏ هو ممثل أمريكي، ولد في 28 أكتوبر 1887 في سانت لويس في الولايات المتحدة، وتوفي في 15 سبتمبر 1938 في لوس أنجلوس في الولايات المتحدة.

## وصلات خارجية
- أوتو فرايز على موقع IMDb (الإنجليزية)
- أوتو فرايز على موقع قاعدة بيانات الفيلم (الإنجليزية)